# Jan Chudoba z Vartenberka
Jan z Vartenberka řečený Ralsko nebo též Chudoba byl bohatý český šlechtic ze severních Čech, potomek Markvarticů a Vartenberků, vlastník mnoha hradů a panství, římskokatolický kněz a kanovník. Přesná data narození a úmrtí nejsou známy.

## Životopis

### Původ
Rod pánů z Vartenberka vzešel ze starého rodu Markvarticů, který se rozrostl ve 13. století do řady větví. V jedné z nich zvané dnes děčínské je znám Jan ze Stráže (Vartenberka), kterému patřila na severu Čech celá řada hradů a panství. Měl několik synů, všechny movité a s pohnutými osudy, jedním z nich, prvorozeným byl další Jan, zvaný postupem času také z Vartenberka či Jan Chudoba.

### Získání majetku
Koncem března roku 1379 byl jmenován kanovníkem pražské katedrály, místa se však v roce 1390 zřekl. Jeho dravá povaha se pro kněžský život nehodila. Během 11 let působení v Praze se seznámil s Janem Husem. Koncem roku 1382 zemřel Janovi otec a během následujících 8 let získal dědictvím značný majetek, mj. i hrad Vartenberk, jiné statky měl s bratry v podílu. V listopadu 1398 Jan dobyl Lemberk a získal panství lembersko-jablonské. Téhož roku se oženil. V těchto letech na sklonku 14. století si nechal postavit hrad Ralsko a tak se začal psát Johanes Ralsko de Wartmberg. Během svého života měl zcela či částečně podíl na šestnácti různých farních obročích.

### Husitské války
Sloužil ve vojsku králi Zikmundovi Lucemburskému. V době husitských válek měnil občas svou přízeň (asi z hmotných pohnutek) a měl značný vliv na společnost v česko-lužickém pomezí.[zdroj⁠?!] V roce 1420 tvořila jeho družina část posádky Pražského hradu. Dne 17. dubna byl společně se Zikmundem z Vartenberka zajat Čeňkem z Vartenberka, který je přijel na hrad navštívit. Čeněk zajatce o několik týdnů později vydal pražanům, ale oba byli brzy propuštěni. Roku 1423 mu husité sebrali městečko Mnichovo Hradiště a o dva roky později vypálili jeho Mimoň, Jablonné v Podještědí i Bělou.[zdroj⁠?!] Brzy po bitvě u Ústí v roce 1426 sám zajal Zikmunda z Vartenberka, který krátce před bitvou přestoupil na stranu husitů, a do jara roku 1427 ho věznil na Ralsku. V letech 1432–1433 zastával u královského dvora funkci nejvyššího číšníka. Hrad Ralsko mu roku 1435 uzmuli lstí husité a Jan někdy v této době zemřel.